# Даймі Пернія
Даймі Пернія Фігероа (ісп. Daimí Pernía Figueroa; нар. 27 грудня 1976) — кубинська легкоатлетка, яка спеціалізувалася на бар'єрному бігу.

## Спортивні досягнення
Фіналістка олімпійських змагань (2000) з бігу на 400 метрів з бар'єрами (4-е місце) та естафетного бігу 4×400 метрів (8-е місце). Брала участь в олімпійських змаганнях з бігу на 400 метрів з бар'єрами на Іграх в Афінах, проте не змогла потрапити до фінального забігу.
Чемпіонка світу з бігу на 400 метрів з бар'єрами (1999). Бронзова призерка змагань з бігу на 400 метрів з бар'єрами на чемпіонаті світу в Едмонтоні (2001). Фіналістка (7-е місце) змагань з естафетного бігу 4×400 метрів на чемпіонаті світу (2007).
Переможниця Кубку світу з естафетного бігу 4×400 метрів (2002).
Чемпіонка Панамериканських ігор з бігу на 400 метрів з бар'єрами (1999) та естафетного бігу 4×400 метрів (1999, 2007). Срібна призерка Панамериканських ігор з бігу на 400 метрів з бар'єрами (2003).
Чемпіонка (1999) та бронзова призерка (1997) Універсіади з бігу на 400 метрів з бар'єрами. Срібна призерка Універсіади з естафетного бігу 4×400 метрів (1997).
Чемпіонка Куби з бігу на 200 метрів (1996) та 400 метрів з бар'єрами (1997, 1999, 2001, 2006, 2007).